# مونتانا (ویسکانسین)
مونتانا (به انگلیسی: Montana) یک منطقهٔ مسکونی در ایالات متحده آمریکا است که در شهرستان بوفالو، ویسکانسین واقع شده‌است. مونتانا ۱۲۲٫۲ کیلومتر مربع مساحت و ۲۸۴ نفر جمعیت دارد و ۲۶۸ متر بالاتر از سطح دریا واقع شده‌است.